# 오노 다카요시
오노 다카요시(일본어: 小野 隆儀, 1978년 4월 30일 ~ )는 일본의 전 축구 선수이다.

## 구단 경력
과거 미토 홀리호크에서 활동하였다.